# Восточный поход тайпинов
Восточный поход тайпинов (кит. 太平軍東征蘇常滬) — военная операция, проводившаяся с середины мая по конец июня 1860 года тайпинской армией под командованием Ли Сючэна в нижнем течении реки Янцзы в провинции Цзянсу. 

Регион Китая (нижнее течение Янцзы), остававшийся под контролем тайпинов в 1860-64 гг.

После деблокады в начале мая 1860 года Нанкина руководители тайпинов на совещании 11 мая приняли решение захватить нижнее течение реки Янцзы. Хун Сюцюань приказал Ли Сючэну возглавить армию, чтобы завоевать восточные провинции Цзянсу и Чжэцзян и выполнить задачу в течение одного месяца. В то же время Чэнь Юйчэн должен был повести свои войска через реку Янцзы, чтобы напасть на Янчжоу и сдержать цинскую армию на севере от реки и не дать ей переправиться на юг. Лю Гуаньфан и другие командиры со своими войсками должны были обороняться западнее Нанкина. 
15 мая десятки тысяч солдат Восточного похода выступили из Нанкина и в тот же день заняли Джужун, а 19 мая нанесли поражение цинской армии у Даньяна и захватили город. Цинская армия потеряла более 10 000 человек. Погибли цинские военачальники Ван Цзюнь и Чжан Голян; имперский эмиссар Хэ Чун и другие бежали из Чанчжоу. 
После того как тайпинская армия захватила Даньян, они продолжила преследование. 22 мая они начали атаковать Чанчжоу, обороняемый менее 10 000 солдат Чжан Юляна, и 26 числа захватила город. Хэ Чунь бежал в Сюшугуань, северо-западнее Сучжоу, и покончил жизнь самоубийством. Чжан Юлян вывел оставшиеся войска в Уси. 30 мая армия тайпинов заняла Уси, а Чжан Юлян и другие отступили в Сучжоу. 2 июня армия тайпинов прибыла к городу Сучжоу и была тепло встречена народом, при поддержке которого легко захватила город. Тайпинам сдались от 50 000 до 60 000 цинских солдат, и они захватили большое количество европейских орудий и китайских пушек.
После занятия Сучжоу Ли Сючэн разделил свои войска и сам двинулся на восток, заняв в июне Куньшань, Тайцан, Цзядин и Цинпу, а 1 июля захватил Сунцзян. В это время корпус Ли Шисяня 13 июня захватил Уцзян и продолжил наступление на юг, где 15-го числа захватили Цзясин в провинции Чжэцзян, готовясь к походу на Ханчжоу. Корпус Ян Фуцина в середине июня занял Чансин в Чжэцзяне, а затем вошёл в Ваньнань.
За полтора месяца тайпины оккупировали большую часть дельты реки Янцзы, за исключением Шанхая и других районов, и, одержав крупную победу, создали здесь базу снабжения продовольствием Нанкина в последующие годы.
Попытка тайпинов, подошедших в августе к Шанхаю, захватить город, была отбита совместными усилиями цинской армии и англо-французских войск; 24 августа тайпины эвакуировали занятые пригороды Шанхая.